# ヘイ・ルック・マ、アイ・メイド・イット
「ヘイ・ルック・マ、アイ・メイド・イット」（Hey Look Ma, I Made It）は、アメリカ合衆国のポップ・ロック・バンドであるパニック!アット・ザ・ディスコの楽曲。2018年6月22日にアルバム『プレイ・フォー・ザ・ウィキッド』の収録曲として発売され、2019年2月26日に同作からの3作目のシングルとしてリカットされた。作詞作曲はブレンドン・ユーリー、ディロン・フランシス、マイケル・アンジェラコス、サム・ホランダー、ジェイク・シンクレア、モーガン・キビーの共作で、シンクレアとフランシスはプロデュースも手がけた。
『ビルボード』誌のHot 100で最高位16位を記録したほか、同誌のHot Rock Songsでは第1位を獲得した。

## リリース・曲の構成
2018年6月22日、フュエルド・バイ・ラーメンおよびDCD2レコードからスタジオ・アルバム『プレイ・フォー・ザ・ウィキッド』が発売され、「ヘイ・ルック・マ、アイ・メイド・イット」は「セイ・アーメン（サタデー・ナイト）」と「ハイ・ホープス」の間の4曲目に収録された。アルバム発売の翌年2月26日、アルバムからの3作目のシングルとして発売された。
「ヘイ・ルック・マ、アイ・メイド・イット」は、成功や名声の負の側面について皮肉を込めて書いた楽曲となっている。『プレイ・フォー・ザ・ウィキッド』の日本盤で解説文を手がけた音楽ライターの宮原亜矢は、本作について掴んだ栄光に確証が持てない思いを綴ったかのような楽曲と説明している。曲のキーはFメジャーで、テンポは108BPM。

## 評価や反響
オールミュージックのマット・カラーは、アルバム『プレイ・フォー・ザ・ウィキッド』のレビューで本作を「力強いフックとほんの少しの熱心な気持ちで裏打ちされた快活なクラブ・ジャム」と評した。『ビルボード』誌のカット・バインは、本作について「力強いエネルギーと光り輝くメロディーで難しいテーマに取り組んでいる」と評した。
「ヘイ・ルック・マ、アイ・メイド・イット」は、『ビルボード』誌のBubbling Under Hot 100（2019年4月20日付）で第6位を記録し、その約1か月後の7月27日付のHot 100で最高位16位を記録した。同誌のHot Rock Songsでは、2019年7月6日付のチャートで第1位を獲得し、以来11週にわたって首位を獲得した。なおパニック!アット・ザ・ディスコは、2018年11月10日付の同チャートで「ハイ・ホープス」で初めて第1位を獲得して以来、「ハイ・ホープス」と本作によって52週連続（2019年11月1日時点）にわたって同チャートの首位を維持していた。この記録は、2017年11月から1年にわたって「サンダー」、「ホワットエヴァー・イット・テイクス」、「ナチュラル」の3曲によって52週連続で首位を獲得したイマジン・ドラゴンズと並ぶ記録で、同一のアーティストによる首位獲得記録としては史上最長となった。

## ミュージック・ビデオ
アルバムが発売された6月22日に「ヘイ・ルック・マ、アイ・メイド・イット」のミュージック・ビデオが公開された。監督はブランドン・ダーマーが務めた。ミュージック・ビデオは、パペットに変身したブレンドン・ユーリーがロックスターになるという夢を追いかけるために家を離れるところから始まる。レコード会社と契約後、ユーリーはほどなくしてロックスターとなる。ある日、マネージャーから紹介されたコカインで中毒となったユーリーは、嘔吐したり路上で暴行を受けたりと落ちぶれてしまう。そんな中でバスルームの鏡に映った現実のユーリーに強く諭されたパペットのユーリーは、コカインを断ち切り浜辺を散歩したり曲作りに励むことで立ち直っていく。現実のユーリーが観客（パペット）の前で完成した楽曲を披露。曲が終わり、マネージャーがパペットのユーリーを生気のないパペットの山に向かって投げるところでミュージック・ビデオが終わる。なお、ミュージック・ビデオには本作のプロデュースを手がけたディロン・フランシスがカメオ出演している。
2018年、iHeartRadioは「最優秀オルタナティヴ・ミュージック・ビデオ」のトップ10の1つに本作のミュージック・ビデオを挙げた。
本作のミュージック・ビデオに登場したユーリーをかたどったパペット「アメイジング・ビーボ」（The Amazing Beebo）は、後に「ダンシングス・ノット・ア・クライム」のミュージック・ビデオにも登場している。

## クレジット
※出典
- ブレンドン・ユーリー – リード・ボーカル、バックグラウンド・ボーカル、ギター、ベース、ドラム、ピアノ、作詞作曲
- ディロン・フランシス – 作詞作曲、プロデュース
- マイケル・アンジェラコス – 作詞作曲
- サム・ホランダー – 作詞作曲
- ジェイク・シンクレア – 作詞作曲、バックグラウンド・ボーカル、プロデュース
- モーガン・キビー – 作詞作曲、バックグラウンド・ボーカル
- ケネス・ハリス – ギター、バックグラウンド・ボーカル
- スージー・シン – バックグラウンド・ボーカル、エンジニア
- ロブ・メイセス – 指揮者、ストリングス・アレンジ、ホーン・アレンジ
- トーマス・ボーズ – ストリングスリーダー、コンサートマスター（ロンドン）、ヴァイオリン
- ブルース・デュコフ – コンサートマスター（ロサンゼルス）、ヴァイオリン
- チャーリー・ビシャラ – ヴァイオリン
- ジュリー・ジガンテ – ヴァイオリン
- ジェシカ・ガイデリ – ヴァイオリン
- リサ・リュー – ヴァイオリン
- マヤ・マガブ – ヴァイオリン
- セレナ・マッキニー – ヴァイオリン
- ヘレン・ナイテンゲール – ヴァイオリン
- カティア・ポポフ – ヴァイオリン
- テレザ・スタニスラフ – ヴァイオリン
- ワーレン・ジーリンスキー – ヴァイオリン
- ジャッキー・ハートレー – ヴァイオリン
- リタ・マニング – ヴァイオリン
- ピーター・ハンソン – ヴァイオリン
- トム・ピゴット＝スミス – ヴァイオリン
- エムリン・シングルトン – ヴァイオリン
- キャシー・トンプソン – ヴァイオリン
- ブライアン・デンボー – ストリングスリーダー（ロサンゼルス）、ヴィオラ
- ロバート・ブロフィー – ヴィオラ
- ショーン・マン – ヴィオラ
- ザック・デリンジャー – ヴィオラ
- ピーター・レイル – ストリングスリーダー（ロンドン）、ヴィオラ
- ビルース・ホワイト – ヴィオラ
- スティーヴ・エルドリー – ストリングスリーダー（ロサンゼルス）、チェロ
- ジェイコブ・ブラウン – チェロ
- エリック・バイアーズ – チェロ
- キャロライン・デイル – ストリングスリーダー（ロンドン）、チェロ
- ティム・ギル – チェロ
- ジェイソン・ファブス – サクソフォーン
- ピーター・スローカム – サクソフォーン
- モーガン・ジョーンズ – サクソフォーン
- マイク・ロシャ – トランペット
- ジョナサン・ブラドリー – トランペット
- ライアン・ドラゴン – トロンボーン
- クラウディウス・ミッテンドーファー – ミキシング
- エミリー・レイザー – マスタリング
- クリス・オールグッド – マスタリング（アシスタント）
- レイチェル・ホワイト – アシスタント
- サーシャ・バンバジ – アシスタント
- アンバー・ジョーンズ – アシスタント
- ケイティ・シェイプ – アシスタント
- ジェイソン・モーザー – アシスタント

## チャート成績

### 週間チャート
| チャート (2018年 - 2020年)                  | 最高位 |
| ------------------------------------------- | ------ |
| ベルギー (Ultratip Flanders)                | 6      |
| ベルギー (Ultratop 50 Wallonia)             | 49     |
| カナダ (Canadian Hot 100)                   | 51     |
| Canada AC (Billboard)                       | 34     |
| Canada CHR/Top 40 Airplay (Billboard)       | 20     |
| Canada Hot AC (Billboard)                   | 9      |
| オランダ (Dutch Top 40)                     | 20     |
| オランダ (Single Top 100)                   | 68     |
| New Zealand Heatseeker (RMNZ)               | 6      |
| UK シングルス (OCC)                         | 86     |
| US Billboard Hot 100                        | 16     |
| US Adult Contemporary (Billboard)           | 14     |
| US Adult Pop Airplay (Billboard)            | 3      |
| US Alternative Airplay (Billboard)          | 3      |
| US Dance/Mix Show Airplay (Billboard)       | 14     |
| US Hot Rock & Alternative Songs (Billboard) | 1      |
| US Pop Airplay (Billboard)                  | 1      |
| US Rock & Alternative Airplay (Billboard)   | 5      |
| US Rolling Stone Top 100                    | 16     |

### 年間チャート
| チャート (2018年)                           | 順位 |
| ------------------------------------------- | ---- |
| US Hot Rock & Alternative Songs (Billboard) | 35   |

| チャート (2019年)                           | 順位 |
| ------------------------------------------- | ---- |
| オランダ (Dutch Top 40)                     | 85   |
| US Billboard Hot 100                        | 61   |
| US Adult Contemporary (Billboard)           | 47   |
| US Adult Pop Airplay (Billboard)            | 15   |
| US Hot Rock & Alternative Songs (Billboard) | 35   |
| US Pop Airplay (Billboard)                  | 24   |
| US Rock & Alternative Airplay (Billboard)   | 19   |

| チャート (2020年)                         | 順位 |
| ----------------------------------------- | ---- |
| US Adult Contemporary (Billboard)         | 45   |
| US Rock & Alternative Airplay (Billboard) | 9    |

### 年代末チャート
| チャート (2010年 - 2019年)                | 順位 |
| ----------------------------------------- | ---- |
| US Rock & Alternative Airplay (Billboard) | 46   |

## 認定
| 国/地域                          | 認定        | 認定/売上数 |
| -------------------------------- | ----------- | ----------- |
| カナダ (Music Canada)            | 2× Platinum | 160,000     |
| イギリス (BPI)                   | Silver      | 200,000     |
| アメリカ合衆国 (RIAA)            | 2× Platinum | 2,000,000   |
| 認定のみに基づく売上数と再生回数 |             |             |